# 布莱夸伊托雷斯
布莱夸伊托雷斯，是西班牙阿拉贡自治区韦斯卡省的一个市镇。总面积36平方公里，总人口195人（2001年），人口密度5人/平方公里。